# Isembert d’Azincourt
Isembert d’Azincourt († 25. Oktober 1415 in der Schlacht von Azincourt) war ein französischer lokaler Feudalherr. Auf seiner Domäne wurde 1415 die Schlacht von Azincourt während des Hundertjährigen Krieges ausgetragen.

## Leben
Isembert gehörte der französischen Adelsfamilie d’Azincourt an. Diese herrschte über das Gebiet Azincourt in Nordfrankreich. Am 25. Oktober trafen hier die Armeen des englischen Königs Heinrich V. und seines Rivalen Karl VI., vertreten durch den Connétable Charles I. d’Albret, aufeinander. Isembert d’Azincourt nutzte die Gelegenheit, um eigene Truppen zu sammeln und den schutzlosen englischen Tross von hinten zu attackieren. Da Henry V. nicht genügend Männer hatte, um sowohl die Gefangenen zu bewachen als auch den Angriff auf den Tross abzuwehren, befahl er, alle französischen Gefangenen zu töten. Zwar konnte Isembert noch den Tross plündern, sein Angriff wurde dann jedoch von den Engländern schnell abgewehrt.